# コンサバティブ (アカシックのアルバム)
『コンサバティブ』は、アカシックのミニアルバム。2014年3月26日にPERFECT MUSICから発売された。

## 収録曲
1. 終電
2. ツイニーヨコハマ
3. 好き嫌い
4. 秘密のデート
5. 幸せじゃないから死ねない
6. 有楽
7. プラチナ文明共創
8. ロマンス